# خاکستر و خون
خاکستر و خون (فرانسوی: Cendres et sang‎) یک فیلم درام به کارگردانی فنی اردان است که در سال ۲۰۰۹ برای نمایش عمومی آماده و در یک اکران ویژه، در جشنواره فیلم کن ۲۰۰۹ به‌نمایش درآمد.

## چکیده داستان
خاکستر و خون داستان جودیت است که به دور از کشور موطن خود زندگی کرده، از بازگشت به کشور مادریش خودداری می‌کند. ده سال پس از قتل شوهرش، جودیت تصمیم به بازگشت می‌گیرد و ترسهایش را در وجود خود از بین می‌برد و دعوت به شرکت در عروسی را می‌پذیرد.

## بازیگران
- رونیت القبص
- اُلگا تودوراکه
- یون بسویو
- فنی اردان
- اوئانا پلئا